# Алуштинская волость (Симферопольский уезд)
Алу́штинская во́лость — административно-территориальная единица в составе Симферопольского уезда Таврической губернии.
Создана 8 (20) октября 1802 года, из деревень части бывших Муфтия Апралык, Юкары Ичкийскаго и Судакскаго кадылыков. На юго-западе граничила с Чоргунской и Махульдурской волостями, на западе, в — с Актачинской, на севере — с Аргинской волостями. Восточная граница была границей с Феодосийским уездом. Граница волости шла от Южного Берега (район современного села Приветное), через Демерджи, по западному склону Чатыр-Дага и далее на запад через долину реки Альмы в Качинсккую, до начала продольной долины между Внешней и Внутренней грядами Крымских гор. От Керменчика поворачивала на восток и шла почти прямо до посёлка Никита.
На 1805 год в волости числилось 21 деревня, практически с исключительно крымскотатарским населением 5 048 человек.

## Состав волости на 1829 год
В 1829 году, согласно «Ведомости о казённых волостях Таврической губернии 1829 года», в ходе реформирования, границы волостей были изменены: в частности, в Алуштинской, с целью улучшения управляемости, были отняты деревни, находящиеся по другую сторону Главной гряды Крымских гор. Во вновь образованную Озенбашскую волость передали деревни Авджикой, Коуш, Керменчик и Уласала, в Эскиординскую — Аян, Тавель и Биюк-Янкой, и в новые Дуванкойскую переданы Шури и Мачи-Сала, а в Яшлавскую — Бешуй. По той же причине из ликвидированной Махульдурской волости в Алуштинскую перешли все южнобережные деревни: Айвасиль, Алупка, Аутка, Гаспра, Дерекой , Кикинез, Кореиз, Лимены , Мисхор и Симеиз.

| - Айвасиль - Алупка - Алушта - Аутка - Биюк Ламбат - Гаспра - Гурзуф - Дергерменкой - Демерджи - Дерикой - Кизиль Таш - Кикинез - Корбик | - Куруиз - Куру Узень - Кучук Ламбат - Кучук Узень - Лимень - Мусхор - Никита - Партнит - Симеиз - Тувак - Улу-Узень - Умут - Шумма |

15 апреля 1838 года Алуштинская волость передана во вновь образованный Ялтинский уезд, где была разделена на Алуштинскую и Дерекойскую волости.